# Rollo Armstrong
Rollo Armstrong, né à Kensington (Londres) le 29 avril 1966, est un musicien et producteur britannique, membre du groupe Faithless et le frère aîné de la chanteuse Dido.
Il atteint la première fois à la notoriété en produisant Don't You Want Me de Felix en 1992.